# Pantaló (instrument musical)
El pantaló (o pantaleó) era una variació del dulcimer de martells, el va inventar Pantaleon Hebenstreit a principis del segle xviii i va ser popular durant un temps breu a França i Alemanya.

## Descripció
El pantaló era un dulcimer molt gran amb una caixa de ressonància d'aproximadament 2 metres de llargada, amb unes 200 cordes tant de tripa com de metall, algunes dobles o triples. No tenia apagadors tal com els coneixem, de manera que les cordes vibraven per simpatia, oferint una gran ressonància que va tenir molt èxit a l'època; la manca d'apagadors feia que l'articulació resultés difícil. Els apagadors d'un pantaló consisteixen en un una sèrie de fulles de llautó fixades en una barra mòbil perquè totes es puguin elevar alhora per acció d'una mà.
Es van construir pocs exemplars i n'han sobreviscut ben pocs. Hebenstreit I els seus dos millors alumnes Maximilian Hellmann i Johann Baptist Gumpenhuber eren els pocs especialistes que tocaven aquest instrument. Malgrat això, era conegut en cercles musicals francesos i alemanys del començament del segle xviii, i Hebenstreit va ser famós recorrent Europa amb aquest instrument.
Hebenstreit va anomenar l'instrument amb el seu nom. Hi ha crítiques brillants de les seves actuacions, com les que va fer Johann Kuhnau. L'instrument va morir gairebé quan va morir el seu inventor, Hebenstreit, però la idea de la ressonància simpàtica de cordes sense apagadors va ser adoptada en altres mecanismes dels instruments de teclat primerencs, com el clavicordi, anomenat "pantalon stops".
El primer ús conegut del mecanisme del pantaló no va ser en un clavicordi convencional, sinó en una espècie de cèmbal d'amor construït al voltant de 1727 per Johann Ernst Hähnel of Meissen, en associació amb Hebenstreit. A partir de 1732, Jakob Adlung va fer clavicordis amb aquest mecanisme i suggerí que les fulles podrien cobrir-se amb cuir o roba per a aconseguir un so més articulat.

## Composicions
Les composicions fetes per Hellman n'inclouen tres de Caldara, vuit de Johann Georg Reutter i una ària de Johann Joseph Fux en el Festa teatrale Giunone placata (1725).